# 深澤良信
深澤 良信（ふかさわ よしのぶ、1957年 - ）は、日本の国土交通官僚、国際公務員。人と防災未来センター副センター長や、国際連合人間居住計画アジア太平洋事務所上級人間居住専門官等を務めた。

## 人物・経歴
静岡県浜松市出身。1980年東京大学工学部土木工学科卒業、工学士。1982年東京工業大学大学院社会工学専攻修士課程修了、工学修士、国土庁入庁。国土交通省で都市整備などにあたり、国際連合人間居住センター居住専門官、国際連合人道問題局救援調整部救援調整官、総理府阪神・淡路復興対策本部事務局上席局員、国土庁計画・調整局企画官、国土交通省大臣官房総務課企画官、財団法人阪神・淡路大震災記念協会人と防災未来センター副センター長（兵庫県復興総括部参事）、国土交通省国土計画局計画官等を経て、2008年総務省消防庁国民保護・防災部参事官。2012年国際連合人間居住計画上級人間居住専門官・福岡本部長。2017年国土交通省大臣官房付。同年西日本鉄道住宅事業本部海外展開室長。2018年世界災害語り継ぎネットワーク事務局長、人と防災未来センター特別調査研究員。2021年九州産業大学教育研究施設国際交流センター特任教授、日本学術会議IRDR分科会活動推進小委員会小委員長、アジア防災センター評議員。